# حفاظت آشکار
حفاظت آشکار، به رفتار مصرف‌کنندگانی اطلاق می‌شود که با خرید محصولات سازگار با محیط زیست، در واقع در پی نمایش جایگاه اجتماعی بالاتری هستند.

## خاستگاه
این اصطلاح برگرفته از مفهوم «مصرف‌گرایی خودنمایانه» است که نخستین‌بار توسط تورستین وبلن، اقتصاددان و جامعه‌شناس آمریکایی، در کتاب خود با عنوان نظریه طبقه تن‌آسا: مطالعه‌ای اقتصادی در سیر تحول نهادها (۱۸۹۹) مطرح شد. وبلن در این اثر، به توصیف گروه‌هایی از طبقه نوکیسه پرداخت که با استفاده از قدرت خرید خود، در پی نمایش منزلت و پایگاه اجتماعی بودند.
اصطلاح «حفاظت آشکار» نخستین‌بار توسط سیمور سَکس، استاد اقتصاد در دانشگاه سیراکیوس، در یک گفت‌وگوی خصوصی مطرح شد.

## آزمایش‌ها

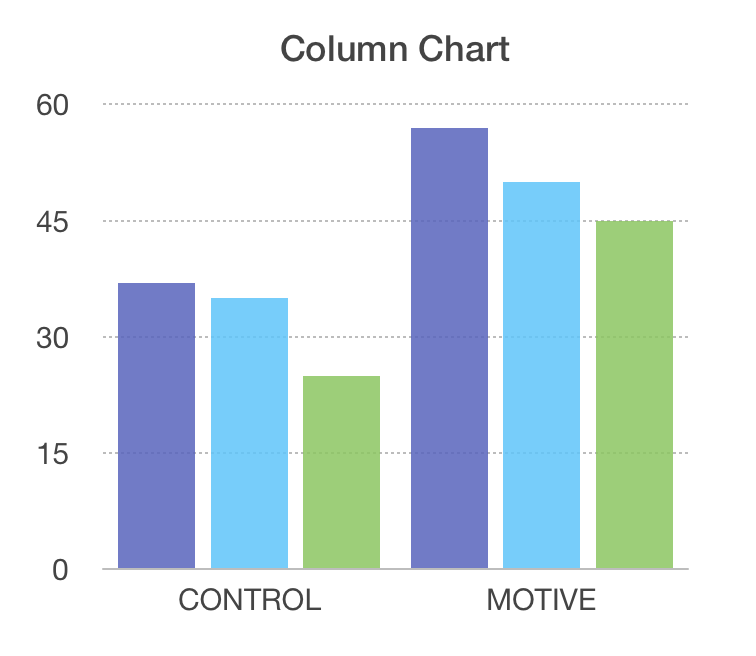
شکل ۱: درصد شرکت‌کنندگان در هر گروه که محصولات طرفدار محیط زیست را انتخاب می‌کنند. در مقایسه با ماشین (بنفش)، صابون (آبی) و ماشین ظرفشویی (سبز)، گروه کنترل به ترتیب ۳۷٫۲٪، ۲۵٫۷٪ و ۳۴٫۵٪ از مواقع محصولات طرفدار محیط زیست را انتخاب کردند. شرکت‌کنندگان گروه انگیزه-وضعیت، به ترتیب با ۵۴٫۵٪، ۴۱٫۸٪ و ۴۹٫۱٪ از مواقع، احتمال بسیار بیشتری داشت که محصولات سبز را انتخاب کنند.

بین سال‌های ۲۰۰۷ تا ۲۰۰۹، سه استاد روان‌شناسی—ولاداس گریسکویسیوس (دانشگاه مینه‌سوتا)، جاشوا ام. تایبور (دانشگاه نیومکزیکو) و برم فن دن برگ (مدرسه مدیریت روتردام)—مجموعه‌ای از آزمایش‌ها را برای بررسی پدیده «مصرف گرایی خودنمایانه» انجام دادند. نتیجه این پژوهش‌ها در مقاله‌ای با عنوان سبز شدن برای دیده شدن: منزلت، شهرت و صرفه‌جویی تظاهری منتشر شد. آنان در این مقاله استدلال کردند که «خرید محصولات سازگار با محیط‌زیست می‌تواند به‌عنوان نوعی رفتار نوع‌دوستانه تلقی شود، زیرا این محصولات معمولاً قیمت بالاتری دارند و کیفیت آن‌ها نسبت به محصولات معمولی پایین‌تر است، اما در عوض برای محیط‌زیست و در نتیجه برای همه سودمند هستند».
از آن‌جا که رفتارهای نوع‌دوستانه می‌توانند به‌عنوان اصل علامت‌دهی پرهزینه از منزلت اجتماعی تلقی شوند، حفاظت آشکار نیز می‌تواند نشانه‌ای از جایگاه اجتماعی بالا باشد. آزمایش‌های این پژوهشگران نشان داد که برانگیختن انگیزه‌های منزلتی به‌طور معناداری بر ترجیحات مصرف‌کنندگان اثر می‌گذارد؛ به‌گونه‌ای که افراد در شرایطی که احساس می‌کنند در معرض دید دیگران هستند یا قضاوت اجتماعی در میان است، تمایل بیشتری به انتخاب محصولات سبز و سازگار با محیط‌زیست از خود نشان می‌دهند. نکته جالب آن است که این ترجیح حتی زمانی که محصولات سبز قیمت بالاتری دارند و از نظر عملکرد یا کیفیت نسبت به محصولات رایج مزیتی ندارند، همچنان حفظ می‌شود. در واقع، همین هزینهٔ بالاتر و فدا کردن برخی مزایا به نفع محیط‌زیست، به عنوان نشانه‌ای از نوع‌دوستی و ازخودگذشتگی تلقی می‌شود که می‌تواند به تقویت وجهه اجتماعی فرد در نگاه دیگران بینجامد.
این تأثیر به‌ویژه در فضاهای عمومی مانند خیابان‌ها، فروشگاه‌ها، محل کار یا در حضور دوستان و آشنایان آشکارتر است، چرا که فرد در این موقعیت‌ها آگاهانه یا ناخودآگاه در تلاش است تا پیامی از آگاهی اجتماعی، مسئولیت‌پذیری و جایگاه فرهنگی بالاتر به اطرافیان منتقل کند. در مقابل، در موقعیت‌های خصوصی که امکان دیده‌شدن وجود ندارد، این انگیزه‌ها کمرنگ‌تر می‌شوند و افراد ممکن است بیشتر به صرفه‌جویی اقتصادی یا کارآمدی محصول توجه کنند تا پیامدهای اجتماعی انتخابشان.
از منظر روان‌شناسی اجتماعی، این یافته‌ها حاکی از آن است که رفتار زیست‌محیطی، علاوه بر ریشه‌های اخلاقی یا شناختی، می‌تواند ریشه در انگیزه‌های اجتماعی و رقابت بر سر جایگاه و شأن نیز داشته باشد؛ بنابراین، بهره‌برداری هوشمندانه از سازوکارهای منزلتی می‌تواند راهی مؤثر برای طراحی سیاست‌های تشویقی در راستای گسترش مصرف پایدار و حفاظت از محیط‌زیست باشد.

## برای مطالعهٔ بیشتر
- Griskevicius, Vladas; Tybur, Joshua M.; Van den Bergh, Bram (2010). "Going green to be seen: Status, reputation, and conspicuous conservation". Journal of Personality and Social Psychology. 98 (3): 392–404. doi:10.1037/a0017346. ISSN 1939-1315. PMID 20175620.